# 데니스 비에루
데니스 비에루(루마니아어: Denis Vieru, 1996년 3월 10일~)는 몰도바의 유도 선수이다. 2024년 하계 올림픽 하프라이트급에서 동메달을 획득했으며 세계 유도 선수권 대회에서 동메달 2개를 획득했다.